# Capsule
capsule — японская музыкальная группа, состоящая из вокалистки Тосико Косидзимы и продюсера Ясутаки Накаты.

## История
Группа была сформирована в 1997 году и дебютировала в марте 2001 года c синглом «Sakura» (яп. さくら).
Музыкальный стиль группы меняется в некоторой степени от альбома к альбому. Раньше их характеризировали как «нео-Сибуя-кэй», вследствие похожести по стилю на движение «Сибуя-кэй» 90-х годов, известным представителем которого является Pizzicato Five. В последних альбомах доминируют элементы электро и хауса.
Альбом «MORE! MORE! MORE!», который вышел в ноябре 2008 года, впервые попал в лучшую десятку в чарте Oricon. Он добрался до третьей строчки в дневном чарте и до шестой строчки в недельном.

## Дискография

### Альбомы
| #  | Название                       | Дата выпуска      |
| -- | ------------------------------ | ----------------- |
| 1  | High Collar Girl               | 17 Сентября, 2002 |
| 2  | CUTIE CINEMA REPLAY            | 19 Марта, 2003    |
| 3  | phony phonic                   | 9 Ноября, 2003    |
| 4  | S.F. sound furniture           | 9 Июня, 2004      |
| 5  | Nexus-2060                     | 9 Февраля, 2005   |
| 6  | L.D.K. Lounge Designers Killer | 21 Сентября, 2005 |
| 7  | FRUITS CLiPPER                 | 10 Мая, 2006      |
| 8  | Sugarless GiRL                 | 21 Февраля, 2007  |
| 9  | capsule rmx                    | 10 Октября, 2007  |
| 10 | FLASH BACK                     | 5 Декабря, 2007   |
| 11 | MORE! MORE! MORE!              | 19 Ноября, 2008   |
| 12 | FLASH BEST                     | 26 Августа, 2009  |
| 13 | PLAYER                         | 3 Марта, 2010     |
| 14 | WORLD OF FANTASY               | 5 Мая, 2011       |
| 15 | STEREO WORXXX                  | 27 Марта, 2012    |
| 16 | CAPS LOCK                      | 7 Марта, 2013     |
| 17 | WAVE RUNNER                    | 18 Февраля, 2015  |